# 갈색거저리
갈색거저리(mealworm beetle)는 거저리과에 속하는 곤충의 일종이다. 아메리칸 왕거저리라고도 한다. 곡물거저리와 비슷하지만 애벌레 때 더 크다. 갈색거저리의 애벌레는 흔히 밀웜(영어: mealworm)이라 부르고 주로 반려동물의 먹이와 식용 곤충으로 많이 사용한다.

## 식용 곤충으로의 추진

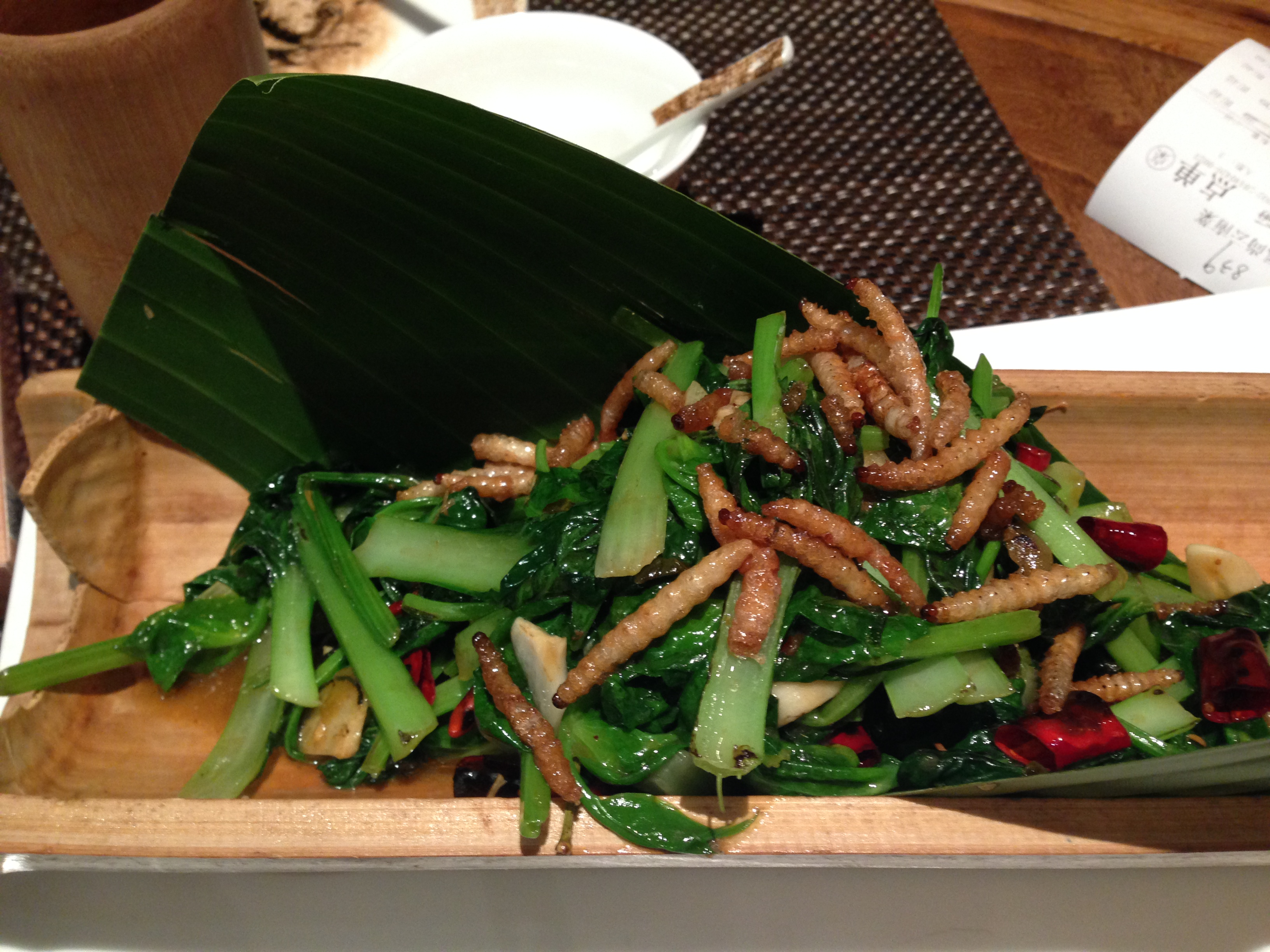
밀웜 요리

## 밀웜의 플라스틱 분해
북경 베이항 대학교와 캘리포니아 스탠포드 대학교의 과학자들이 플라스틱 폼 문제 해결의 단서를 굶주린 밀웜의 뱃속에서 발견했다. 연구자들은 밀웜 뱃속에 사는 강력한 박테리아를 발견해서 스티로폼을 먹였다. 박테리아는 스티로폼을 분해해 유기폐기물로 만들었다. 이 박테리아를 더 연구하면 스티로폼을 분해할 수 있는 인공 효소를 개발할 수도 있다.

## 사진

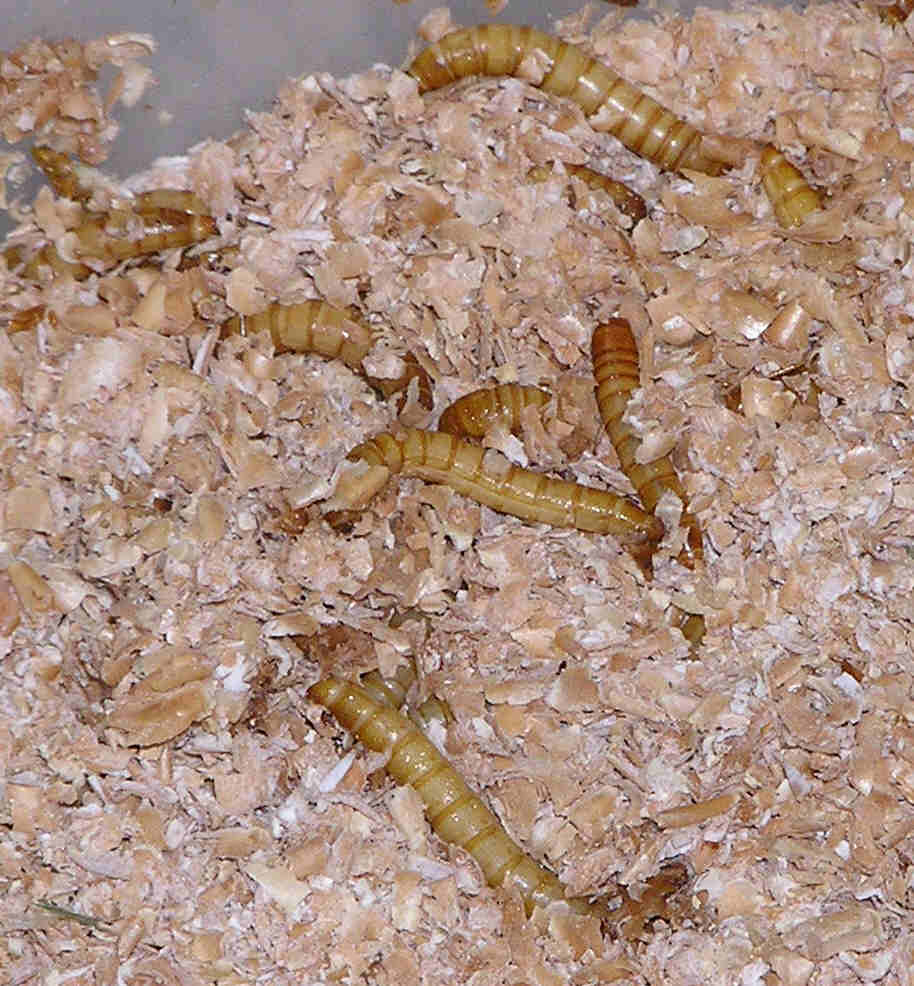
전 세계의 애완동물 판매 상인이나 사육가들이 밀웜을 대량 양식하고 있으며, 용도는 먹이 곤충으로써의 판매용이다.

## 같이 보기
- 곡물거저리
- 카르니틴(비타민 BT)
- 쌍별귀뚜라미
- 식용 곤충